# 강철의 연금술사 (애니메이션)
《강철의 연금술사》(일본어: 鋼の錬金術師 하가네노 렌킨주쓰시[*])는 아라카와 히로무의 만화 《강철의 연금술사》를 원작으로 한 일본의 판타지 애니메이션이다. 2003년 10월 4일부터 2004년 10월 2일까지 MBS 제작·TBS 계열에서 방송되었다.
캐치카피는 〈되찾아라, 모든 것을.〉(とりもどせ、すべてを).
본 작품은 원작의 연재 종료의 목표도 세워지지 않은 시기에 제작되었으며 매주 방송에서는 원작을 따라잡기 때문에 원작자 아라카와 히로무의 의향에 의해, 대부분의 스토리나 세계관, 등장인물의 설정 등이 다르다. 이야기 초반에는 원작에 따른 스토리가 전개되지만 원작 7권 이후의 등장인물은 등장하지 않고 중반 이후에는 완전 애니메이션 오리지널 스토리가 되며 이른바 이야기의 "흑막"이 되는 존재나 그 목적, 주인공들이 맞이하는 이야기의 결말도 원작과는 다르다.
2005년에는 본 작품의 최종화 후일담을 담은 완결편으로서 《강철의 연금술사 - 샴발라를 정복한 자》가 쇼치쿠 배급으로 상영되었다.
원작 만화의 내용대로의 진행은 2009년의 《강철의 연금술사 BROTHERHOOD》에서 이루어졌다.

## 반향·평가
최고 시청률 은 8.4%, 평균 시청률은 전반 7% 전후, 후반 5%를 기록하며, 마이니치 방송 제작 토요일 저녁 6시 프레임 애니메이션의 이전 프로그램 《기동전사 건담 SEED》나 후속 프로그램 《기동전사 건담 SEED DESTINY》와 마찬가지로 히트작이 되었다. 또한, 후술하는 바와 같이 국내외에서 수많은 상을 수상했다. 감독 미즈시마 세이지는 "과거 관련된 어떤 작품보다 반향은 컸다"고 말했다. 제10화 〈괴도 사이렌〉에서는 여배우 시라이시 미호가 클라라 역으로 성우에 첫 도전해 연예 관련 미디어에도 거론되었다. 2008년 4월에 오리콘이 실시한 〈지금까지에서 가장 재미있었던 텔레비전 애니메이션〉의 앙케이트에서 제9위에 선출되었다.
미즈시마 감독은 '애니메이션판은 2차 작품', 원작자 아라카와 히로무는 '핵심적인 부분만 틀리지 않으면 마음껏 해버려도 OK', '원작과 완전히 같으면 굳이 애니메이션 같은 다른 미디어로 만들 이유가 없다고 생각해요.'라고 각각 말했다. 그러나, 원작과 다른 이야기나 등장인물의 다루는 방식의 차이 때문에, 본 작품에 대한 평가는 찬반양론으로 엇갈린다.
- 2004년 문화청 미디어 예술제 애니메이션 부문 심사위원 추천작[9]
- 제9회 애니메이션 고베 TV 부문 수상[10]
- 2004년 도쿄국제애니메이션페어 노미네이트부문 TV부문 우수작품상[11]
- 일본 미디어 예술 100선 (2000년대) 애니메이션 부문 3위[12]

## 스토리
연금술이 과학으로 발달한 세계에 있는 군사 국가 '아메스트리스'. 그곳에서 어렸을 때부터 함께 뛰어난 연금술의 재능을 가지고 있던 에드워드 엘릭(에드)과 동생 알폰스 엘릭(알)은 병으로 죽은 어머니를 연금술에서 가장 큰 금기로 여겨지는 '인체 연성'으로 소생시키려고 시도하지만 실패하고, 에드는 그 대가로 스스로의 왼쪽 다리을, 알은 자신의 전신을 잃어 버린다. 에드는 순간의 판단으로 자신의 오른팔을 대가로 알의 영혼을 그 자리에 있던 전신 갑옷에 정착시켜 어떻게든 동생을 죽음의 문턱에서 구해낸다. 그러나 엘릭 형제가 잃은 것은 너무 컸다.
그 후, '국가 연금술사'라고 불리는 국가 자격을 얻으면 고액의 연구비가 지급되어, 특수 문헌의 열람이나 국가연구시설의 이용이 가능해져, 신체를 되찾는 방법을 찾아낼 수 있을지도 모른다고 하는 이야기가 에드의 귀에 들어간다. 기계갑옷 기사인 피나코 록벨과 피나코의 손자로 소꿉친구인 윈리 록벨에게 '기계 갑옷'(오토메일)이라고 불리는 강철의 의수와 의족을 착용하기로 결심한 에드는 1년간의 재활을 거쳐 알과 함께 국가 연금술사의 시험을 받는다. 인체 연성을 실시함으로써 손바닥을 맞춘 것만으로 연성을 할 수 있다는 능력을 얻있던 에드는 국가 연금술사의 자격을 사상 최연소로 취득한다. 강철의 오른팔과 왼쪽 다리를 가지는 것으로부터 국가 연금술사로서의 이명 '강철'을 받은 에드는 고향을 버리고, 알과 함께 신체를 되찾는 방법을 찾기 위한 긴 여행을 떠났다.
여행을 계속하면서, 연금술의 기본 원리인 등가교환의 법칙을 무시하고 약간의 대가로 막대한 연성을 할 수 있게 된다는 '현자의 돌'의 소문을 들은 엘릭 형제는, 이 현자의 돌을 사용해 자신들의 진짜 신체를 되찾으려고 연구를 진행해 나가지만, 이윽고 '현자의 돌의 정제에는 대량의 인간의 생명이 필요하다'라고 하는 놀라운 사실에 도달한다. 일단은 절망에 빠지지만 알의 신체를 되찾고 싶은 에드는 '호문클루스'라고 불리는 자들에게 이끌려 인간의 생명을 사용하여 현자의 돌의 연성을 하기로 결의한다. 그러나 에드는 연성 직전에 "역시 인간의 생명을 사용할 수 없다"고 포기한다.
그 후, 인간의 생명을 사용하지 않고 현자의 돌을 연성하는 방법을 찾는 중, 알 자체가 현자의 돌로서 연성되어 소속하고 있던 군으로부터도 쫓기는 입장이 되어 버린다. 엘릭 형제의 앞길에는 아직도 몇 가지 고난이 기다리고 있었다.

## 스태프
- 원작 - 아라카와 히로무
- 감독 - 미즈시마 세이지(水島精二)
- 스토리 에디터 - 아이카와 쇼(會川昇)
- 캐릭터 디자인 - 이토 요시유키(伊藤嘉之)
- 메인 애니메이터 - 스기우라 코지(杉浦幸次), 토미오카 타카시(富岡隆司)
- 프로덕션 디자인 - 아라마키 신지(荒牧伸志)
- 키메라 디자인 - 이시가키 준야(石垣純哉)
- 미술 디자인 - 나리타 히데야스(成田偉保)
- 미술 감독 - 하시모토 카즈유키(橋本和幸)
- 색채 설계 - 나카야마 시호코(中山しほ子)
- 촬영 감독 - 후쿠시 스스무(福士 享)
- 음향 감독 - 미마 마사후미(三間雅文)
- 음악 - 오오시마 미치루(大島ミチル)
- 프로듀서 - 미나미 마사히코(南雅彦), 마루야마 히로오(丸山博雄), 오야마 료(大山良)
- 애니메이션 제작 - 본즈
- 제작 - 마이니치 방송, 애니플렉스, 본즈

## 주제가
아래의 역대 오프닝 테마곡과 엔딩 테마곡을 망라한 앨범 《강철의 연금술사 COMPLETE BEST》가 오리콘 차트 앨범 부문에서 첫 등장으로 1위를 획득했다. 이는 애니메이션 CD의 오리콘 선두 획득은 사상 4번째인 데다 애니메이션 컴필레이션 앨범으로서는 사상 최초의 1위 획득이라는 쾌거였다. 또한 이 앨범은 제19회 골드 디스크 애니메이션 오브 더 이어를 수상했다.
오프닝 테마
〈멜리사〉(일본어: メリッサ)
포르노 그라피티(2~13화)
〈READY STEADY GO〉
라르크 앙 시엘 (14~25화)
〈UNDO〉
COOL JOKE (26~41화)
〈리라이트〉(일본어: リライト)
ASIAN KUNG-FU GENERATION(42~51화)
엔딩 테마
〈멜리사〉(일본어: メリッサ)
포르노 그라피티(1화)
〈지울 수 없는 죄〉(일본어: 消せない罪)
기타데 나나 (2~13화)
〈문의 저편으로〉(일본어: 扉の向こうへ)
YeLLOW Generation (14~25화)
〈Motherland〉
Crystal Kay (26~41화)
〈I Will〉
Sowelu (42~50화)

## 방영 목록
| 화수   | 제목                                                                                         | 각본                          | 그림 콘티                         | 연출                          | 작화 감독                                                     | 방송일          |
| ------ | -------------------------------------------------------------------------------------------- | ----------------------------- | --------------------------------- | ----------------------------- | ------------------------------------------------------------- | --------------- |
| 제1화  | 太陽に挑む者 태양에 도전하는 자                                                              | 아이카와 쇼                   | 미즈시마 세이지                   | 카쿠타 카즈키                 | 이토 요시유키 이나도메 카즈미                                 | 2003년 10월 4일 |
| 제2화  | 禁忌の身体 금기의 육체                                                                       | 아이카와 쇼                   | 야스다 켄지                       | 야스다 켄지                   | 칸노 히로키                                                   | 10월 11일       |
| 제3화  | おかあさん… 엄마...                                                                          | 아이카와 쇼                   | 카네코 신고                       | 카네코 신고                   | 이토 히데키 오구리 히로코                                     | 10월 18일       |
| 제4화  | 愛の錬成 사랑의 연성                                                                         | 이노우에 토시키               | 야스다 켄지                       | 나카무라 켄타로               | 시바 미나코                                                   | 10월 25일       |
| 제5화  | 疾走! 機械鎧 질주! 오토메일                                                                  | 요시나가 아야                 | 사사키 신사쿠                     | 우에다 시게루                 | 코가 마코토 나카모토 나오코 나카자와 유이치                   | 11월 1일        |
| 제6화  | 国家錬金術師資格試験 국가 연금술사 자격시험                                                  | 타카하시 나츠코               | 카쿠타 카즈키                     | 마츠우라 조헤이               | 카도 토모아키                                                 | 11월 8일        |
| 제7화  | 合成獣が哭く夜 키메라가 우는 밤                                                              | 아이카와 쇼                   | 야스다 켄지                       | 야스다 켄지                   | 이나도메 카즈미                                               | 11월 15일       |
| 제8화  | 賢者の石 현자의 돌                                                                           | 아이카와 쇼                   | 타치바나 마사키                   | 하타 요시토                   | 무코다 타카시                                                 | 11월 22일       |
| 제9화  | 軍の狗の銀時計 군의 개의 은시계                                                              | 타카야마 카츠히코             | 요코야마 아키토시 미즈시마 세이지 | 오오츠키 아츠시               | 칸노 히로키                                                   | 11월 29일       |
| 제10화 | 怪盗サイレーン 괴도 사이렌                                                                   | 이노우에 토시키               | 쿄다 토모키                       | 하시모토 마사카즈             | 세키구치 카나미                                               | 12월 6일        |
| 제11화 | 砂礫の大地・前編 황폐한 대지 전편                                                            | 타카하시 나츠코               | 쿄다 토모키                       | 카쿠타 카즈키                 | 이토 히데키                                                   | 12월 13일       |
| 제12화 | 砂礫の大地・後編 황폐한 대지 후편                                                            | 이시카와 마나부               | 사사키 신사쿠                     | 아미야 마사카즈               | 카도 토모아키                                                 | 12월 20일       |
| 제13화 | 焔 vs 鋼 불꽃 vs 강철                                                                        | 아이카와 쇼                   | 안도 마사히로                     | 안도 마사히로                 | 오구리 히로코                                                 | 12월 27일       |
| 제14화 | 破壊の右手 파괴의 오른팔                                                                     | 아이카와 쇼                   | 이와사키 타로                     | 이와사키 타로                 | 무코다 타카시                                                 | 2004년 1월 10일 |
| 제15화 | イシュヴァール虐殺 이슈발 학살                                                               | 아이카와 쇼                   | 야스다 켄지                       | 야스다 켄지                   | 이나도메 카즈미                                               | 1월 17일        |
| 제16화 | 失われたもの 잃어버린 것                                                                     | 아이카와 쇼                   | 쿄다 토모키                       | 하시모토 마사카즈             | 세키구치 카나미                                               | 1월 24일        |
| 제17화 | 家族の待つ家 가족이 기다리는 집                                                              | 타카하시 나츠코               | 카쿠타 카즈키                     | 카쿠타 카즈키                 | 칸노 히로키                                                   | 1월 31일        |
| 제18화 | マルコー・ノート 마르코 노트                                                                 | 이시카와 마나부               | 사사키 신사쿠                     | 오오츠키 아츠시               | 스기우라 코지                                                 | 2월 7일         |
| 제19화 | 真実の奥の奥 진실 속의 진실                                                                  | 타카야마 카츠히코             | 나카츠 타마키                     | 나카츠 타마키                 | 이토 히데키                                                   | 2월 14일        |
| 제20화 | 守護者の魂 수호자의 혼                                                                       | 타카야마 카츠히코             | 이와사키 타로                     | 이와사키 타로                 | 무코다 타카시                                                 | 2월 21일        |
| 제21화 | 紅い輝き 붉은 빛                                                                             | 아이카와 쇼                   | 안도 마사히로                     | 안도 마사히로                 | 오구리 히로코                                                 | 2월 28일        |
| 제22화 | 造られた人間 만들어진 인간                                                                   | 아이카와 쇼                   | 마스이 소이치                     | 하시모토 마사카즈             | 세키구치 카나미                                               | 3월 6일         |
| 제23화 | 鋼のこころ 강철의 마음                                                                       | 타카하시 나츠코               | 야스다 켄지                       | 야스다 켄지                   | 이나도메 카즈미 타카하시 쿠미코                               | 3월 13일        |
| 제24화 | 思い出の定着 추억의 정착                                                                     | 이노우에 토시키               | 사사키 신사쿠                     | 코다카 요시키                 | 코가 마코토                                                   | 3월 20일        |
| 제25화 | 別れの儀式 이별 의식                                                                         | 아이카와 쇼                   | 마스이 소이치                     | 카쿠타 카즈키 미즈시마 세이지 | 칸노 히로키 이토 요시유키                                     | 3월 27일        |
| 제26화 | 彼女の理由 그녀의 이유                                                                       | 타카하시 나츠코               | 이와사키 타로                     | 이와사키 타로                 | 카와노 미노루 무코다 타카시                                   | 4월 3일         |
| 제27화 | せんせい 스승님                                                                              | 타카야마 카츠히코             | 안도 마사히로                     | 안도 마사히로                 | 이토 히데키                                                   | 4월 10일        |
| 제28화 | 一は全、全は一 하나는 전체, 전체는 하나                                                      | 야마토야 아카츠키             | 우에다 시게루                     | 우에다 시게루                 | 마에다 메이쥬                                                 | 4월 17일        |
| 제29화 | 汚れなき子ども 더럽혀지지 않은 아이                                                          | 아이카와 쇼                   | 나카츠 타마키                     | 나카츠 타마키                 | 토미오카 타카시 야자키 유코                                   | 4월 24일        |
| 제30화 | 南方司令部襲撃 남방사령부 습격                                                               | 아이카와 쇼                   | 마스이 소이치                     | 하시모토 마사카즈             | 세키구치 카나미                                               | 5월 1일         |
| 제31화 | 罪 죄                                                                                        | 아이카와 쇼                   | 야스다 켄지                       | 야스다 켄지                   | 이나도메 카즈미                                               | 5월 8일         |
| 제32화 | 深い森のダンテ 깊은 숲 속의 단테                                                             | 아이카와 쇼 야마토야 아카츠키 | 타치바나 마사키                   | 이와사키 타로                 | 무코다 타카시                                                 | 5월 15일        |
| 제33화 | 囚われたアル 붙잡힌 알                                                                       | 야마토야 아카츠키             | 이와사키 타로                     | 카쿠타 카즈키                 | 칸노 히로키                                                   | 5월 29일        |
| 제34화 | 強欲の理論 탐욕의 이론                                                                       | 야마토야 아카츠키             | 마스이 소이치                     | 후쿠다 준                     | 쿠보 사토시 미야마에 신이치                                   | 6월 5일         |
| 제35화 | 愚者の再会 어리석은 자와의 재회                                                              | 이노우에 토시키               | 안도 마사히로                     | 안도 마사히로                 | 이토 히데키 오구리 히로코                                     | 6월 12일        |
| 제36화 | 我が内なる科人 내 안의 죄인                                                                  | 아이카와 쇼                   | 야스다 켄지                       | 하시모토 마사카즈             | 세키구치 카나미                                               | 6월 19일        |
| 제37화 | 焔の錬金術師 戦う少尉さん 第十三倉庫の怪 불꽃의 연금술사 싸우는 소위님 제 13 창고의 불가사의 | 타카야마 카츠히코             | 카네코 신고                       | 카네코 신고                   | 야자키 유코                                                   | 6월 26일        |
| 제38화 | 川の流れに 第十三倉庫の怪흐르는 강물처럼                                                     | 야마토야 아카츠키             | 이와사키 타로                     | 이와사키 타로                 | 무코다 타카시 타니구치 준이치로                               | 7월 3일         |
| 제39화 | 東方内戦 동방 내전                                                                           | 아이카와 쇼                   | 카쿠타 카즈키                     | 카쿠타 카즈키                 | 칸노 히로키 이나도메 카즈미                                   | 7월 10일        |
| 제40화 | 傷痕 상흔                                                                                    | 아이카와 쇼                   | 야스다 켄지                       | 야스다 켄지                   | 이토 요시유키 나카모토 나오코 나카자와 유이치 타카하시 쿠미코 | 7월 17일        |
| 제41화 | 聖母 성모                                                                                    | 아이카와 쇼                   | 나카츠 타마키                     | 나카츠 타마키                 | 이토 히데키 오구리 히로코                                     | 7월 24일        |
| 제42화 | 彼の名を知らず 그의 이름을 모른 채                                                           | 아이카와 쇼                   | 하시모토 마사카즈                 | 하시모토 마사카즈             | 세키구치 카나미                                               | 7월 24일        |
| 제43화 | 野良犬は逃げ出した 들개는 도망쳤다                                                           | 아이카와 쇼                   | 안도 마사히로                     | 안도 마사히로                 | 사이토 에이코 야자키 유코                                     | 7월 31일        |
| 제44화 | 光のホーエンハイム 빛의 호엔하임                                                             | 아이카와 쇼                   | 토코로 토모카즈 미즈시마 세이지   | 이와사키 타로                 | 무코다 타카시 타니구치 준이치로                               | 8월 7일         |
| 제45화 | 心を劣化させるもの 마음을 약하게 만드는 것                                                   | 아이카와 쇼                   | 유키히로                          | 카쿠타 카즈키                 | 칸노 히로키 이나도메 카즈미                                   | 8월 21일        |
| 제46화 | 人体錬成 인체연성                                                                            | 아이카와 쇼                   | 우에다 시게루                     | 우에다 시게루                 | 나카모토 나오코 나카자와 유이치 야마모토 사치코               | 8월 28일        |
| 제47화 | ホムンクルス封印 호문쿨루스 봉인                                                             | 아이카와 쇼                   | 카네코 신고                       | 카네코 신고                   | 이토 히데키 오구리 히로코                                     | 9월 4일         |
| 제48화 | さようなら 작별                                                                              | 아이카와 쇼                   | 야스다 켄지                       | 하시모토 마사카즈             | 세키구치 카나미                                               | 9월 11일        |
| 제49화 | 扉の向こうへ 문의 저편으로                                                                   | 아이카와 쇼                   | 나카츠 타마키                     | 나카츠 타마키                 | 사이토 에이코 야자키 유코                                     | 9월 18일        |
| 제50화 | 死 죽음                                                                                      | 아이카와 쇼                   | 안도 마사히로                     | 안도 마사히로                 | 칸노 히로키 미야오카 타카시                                   | 9월 25일        |
| 제51화 | ミュンヘン1921 뮌헨1921                                                                      | 아이카와 쇼                   | 미즈시마 세이지 야스다 켄지       | 카쿠타 카즈키 야스다 켄지     | 이토 요시유키                                                 | 10월 2일        |